# Милнер (Џорџија)
Милнер (Џорџија) (енгл. Milner) град је у америчкој савезној држави Џорџија. По попису становништва из 2010. у њему је живело 610 становника.

## Демографија
Према попису становништва из 2010. у граду је живело 610 становника, што је 88 (16,9%) становника више него 2000. године.
| Група             | 2000.       | 2010.       |
| Белци             | 379 (72,6%) | 475 (77,9%) |
| Афроамериканци    | 138 (26,4%) | 117 (19,2%) |
| Азијати           | 3 (0,6%)    | 3 (0,5%)    |
| Хиспаноамериканци | 0 (0,0%)    | 2 (0,3%)    |
| Укупно            | 522         | 610         |